# Yeast Artificial Chromosome
Ein YAC (Yeast Artificial Chromosome) ist ein künstliches Chromosom, welches den Chromosomen der Hefe nachempfunden ist.

## Eigenschaften
Es dient als Vektor und erlaubt im Gegensatz zu den Cosmiden eine Klonierung von größeren Genomabschnitten. Das erste YAC entstand als Kombination eines ARS und eines Zentromers der Hefe mit den Telomeren von Tetrahymena, wodurch ein lineares Molekül entstand, welches sich in einer Hefe wie ein normales Chromosom verhält. Das erste YAC wurde von Murray und Szostak 1983 entwickelt.
Trotz dieses Vorteils haben die YACs einen entscheidenden Nachteil. Aufgrund ihrer Länge ist es sehr schwierig, sie in flüssigem Medium zu handhaben und intakt zu halten. Aus diesem Grund versuchte man früher, die Abschnitte nicht länger als 50 – 100 kbp zu konstruieren. Durch eine Fraktionierung per Pulsed-Field-Gelelektrophorese wurden kurze DNA-Fragmente aus dem Molekül entfernt und die durchschnittliche Länge konnte auf 350 kbp verlängert werden. Durch den Einsatz von Polyaminen wurde eine Stabilisierung der Moleküle erreicht, wodurch zum Einsatz beim Mensch- und beim Mausgenom Insertionen von bis zu 700 kbp möglich wurden. 1992 wurde eine Genbibliothek mit durchschnittlichen Insertionsgrößen von 810 kbp entwickelt, wobei einige Moleküle Längen von bis zu 1800 kbp erreichten.
Als Alternativen zu den YACs wurden mittlerweile sowohl BACs und PACs, schließlich sogar MACs (big MACs) und Human Artificial Chromosomes entwickelt.